# 信州諏訪湖
「信州諏訪湖」（しんしゅうすわこ）は、葛飾北斎の名所浮世絵揃物『冨嶽三十六景』全46図中の1図。落款は「前北斎為一笔」とある。

## 概要
諏訪湖は長野県岡谷市、諏訪市、諏訪郡下諏訪町にまたがる湖で、北斎の「信州諏訪湖」は突き出した崖のような場所から俯瞰した湖を描き、遠方に高島城と富士山を収めた構図を展開している。手前の崖上には富士山と酷似した茅葺の祠と、V字型に別れた二本の松が描かれている。この位置関係から諏訪湖北岸の塩尻峠からの景観であると考えられ、手前に写る祠はこの峠に祀られていた浅間祠ではないかと考察されている。しかしながら、歌川広重が『不二三十六景』で描いた「信州諏訪之湖」のように、この時代の高島城は干拓工事によって湖の間に土地が広がっていることから、北斎の作品は実際の景色に基づくものではない。この作品は慶長3年（1598年）に日根野高吉が築城した際に呼称された「諏訪の浮城」という情景を想像し、描き出したものではないかと指摘されている。同様に浅間祠が祀られた小屋についても作品内では茅葺で表現されているが、実際には石造りであったことも判っているため、秋里籬島の『木曽路名所図会』に記された「浅間祠　嶺にあり。鳥居たつ。此所より富士山向い合せなり。故に社あり。此所原山にして、樹木なし」などの記述を参照し、想像上の景色として表現したものではないかと日野原健司は指摘している。
初摺りは藍一色で摺られていたが、後摺りでは背景の雲が薄紅色に、草木が緑に、祠が黄色に変更された。同様の展望をモチーフとした北斎の作品としては『勝景奇覧』「信州諏訪湖」や『信州諏訪湖水氷渡』などがあり、こだわりを持った景観のひとつであったことがうかがえる。また、本作品はフランスの画家クロード・モネの『税官吏小屋』シリーズの作品などにおいて、構図上の影響を与えた可能性が指摘されている。